# 1741년 영국 총선
휘그당 정부는 정치부패, 소비세 확대, 대프랑스 평화정책등으로 계속 지지도가 하락하여 또다시 의석수가 상당히 줄어 간신히 과반을 유지하게 된다.
선거결과와, 에스파냐와의 해전에서의 패배로 인한 위기로 인해, 로버트 월폴은 1742년 2월 11일 사퇴하게 되고, 이후 보궐선거에서 패배를 겪은 그의 남은 지지자들은 애국휘그당과 연합해 새 정부를 구성한다

## 선거 결과
| 정당       | 의석 수 |
| ---------- | ------- |
| 휘그당     | 286석   |
| 토리당     | 136석   |
| 애국휘그당 | 131석   |
| 기타       | 5       |
| 합계       | 558석   |